# واقعه سربریدن وان فودز
در روز ۲۵ سپتامبر ۲۰۱۴ یک آمریکایی به نام آلتون الکساندر نولن (۱۹۸۴-) در محل کارش در کارخانه فراوری موادغذایی وان فود در مور اوکلاهاما یک زن ۵۴ ساله به نام کالین هافورد را سر بریده و یک زن ۴۴ ساله دیگر را با چاقو به شدت زخمی کرده است. گفته می‌شود که دلیل این حمله اخراج نولن از محل کارش بوده ولی محتویات صفحه فیسبوک او نشان می‌دهد که او پیشتر به اسلام گرویده بوده و در فیسبوک خود عکس‌هایی در حمایت از داعش و دفاع از سربریدن دشمنان اسلام پست کرده بوده است. متهم که پیش از حمله از کارخانه اخراج شده بود توسط مارک وان مالک کارخانه هدف گلوله قرار گرفت و زخمی شد. نولن با اتهام قتل درجه یک و حمله با سلاح قتاله مواجه است و ممکن است دچار اتهامات فدرال هم بشود. ماهیت مخوف این حمله که در پی رشته سربریدن‌ها توسط داعش رخ داد باعث جلب توجه ملی در آمریکا بدان شد.